# Мужиево
Мужи́ево (укр. Мужієво, венг. Nagymuzsaly Надьмужай) — село в Береговской городской общине Береговского района Закарпатской области Украины.
Население по переписи 2001 года составляло 2086 человек. Занимает площадь 1,12 км².

## История
Впервые упоминается в документах в 1114 году, затем — в 1329-м. Прежнее название — Мужай.
В 1566 году село подверглось опустошительному нападению крымских орд; в 1657 году его разорили войска польской шляхты.
Золото здесь издавна добывали и немцы, и турки, и венгры, и славяне. Турки в средневековье, в частности, вывезли около 20 т за 200 лет. Добывали в то время примитивно, — это было кайло, светильник, грабарка. Золотоискатели следовали за жилами, которые находились в мягком каолине. Они погружались вглубь не более чем на 200 метров. С этого же каолина во времена Австро-Венгрии изготовляли знаменитый на весь мир венский фарфор. Система старых штолен очень аккуратна и логично завершена. А в некоторых местах оставлены были даже кучки руды, готовой к промыванию.
Запасы руды на начало XXI века: золота — 50 т, серебра 800 т, 400 тыс. т свинца. С Мужиевских шахт с одной тонны руды в среднем получается 6 г золота. Самородков здесь нет.
Достопримечательности — руины доминиканского костела 1117 г.

## Экономика
- карьер[1].

## СМИ[2]

### Радиостанции
- 92,1 МГц — Радіо Пульс - Pulzus Rádió FM